# Ист-Дорсет
Ист-Дорсет (англ. East Dorset) — неметрополитенский район (англ. non-metropolitan district) в графстве Дорсет (Англия). Административный центр — деревня Ферзхилл, близ города Уимборн-Минстер.

## География
Район расположен в восточной части графства Дорсет, граничит с графствами Уилтшир и Гэмпшир.

## История
Район образован 1 апреля 1974 года в результате объединения городского района (англ. urban district) Уимборн-Минстер и сельских районов (англ. rural district) Уимборн-энд-Кранборн и частично Рингвуд-энд-Фордингбридж.

## Состав
В состав района входят 3 города:
- Вервуд
- Уимборн-Минстер
- Ферндаун

и 25 общин (англ. civil parish).